# 1529 en santé et médecine
| Années de la santé et de la médecine : 1526 - 1527 - 1528 - 1529 - 1530 - 1531 - 1532    |
| Décennies de la santé et de la médecine : 1490 - 1500 - 1510 - 1520 - 1530 - 1540 - 1550 |

## Fondation
- À Chalon-sur-Saône en Bourgogne, « François Ier signe les lettres patentes autorisant la construction d'un nouvel hôpital à la pointe ouest de l'île Saint-Laurent », établissement qui restera en service jusqu'en 2011[1].

## Événements
- 2 juin : Guillaume Rondelet s'inscrit à l'université de médecine de Montpellier[2].
- Juillet : l'épidémie de suette (sweating sickness) qui sévit depuis un an en Angleterre et dans les Flandres atteint Hambourg, d'où elle gagne l'Allemagne, les Pays-Bas, l'Autriche, la Scandinavie et le Nord de l'Europe[3],[4].
- 3 octobre : Nostradamus se réinscrit à l'université de Montpellier pour y préparer le doctorat en médecine, qu'il obtiendra en 1532[5].
- Louis II Saporta donne, pour la dernière année, des cours à l'université de médecine de Montpellier[6].
- À Nuremberg a lieu « la première préparation publique connue » de la thériaque en Allemagne[7].
- Vers 1529 ? : Ambroise Paré entre comme compagnon chirurgien à l’Hôtel-Dieu[8],[9].

## Publications

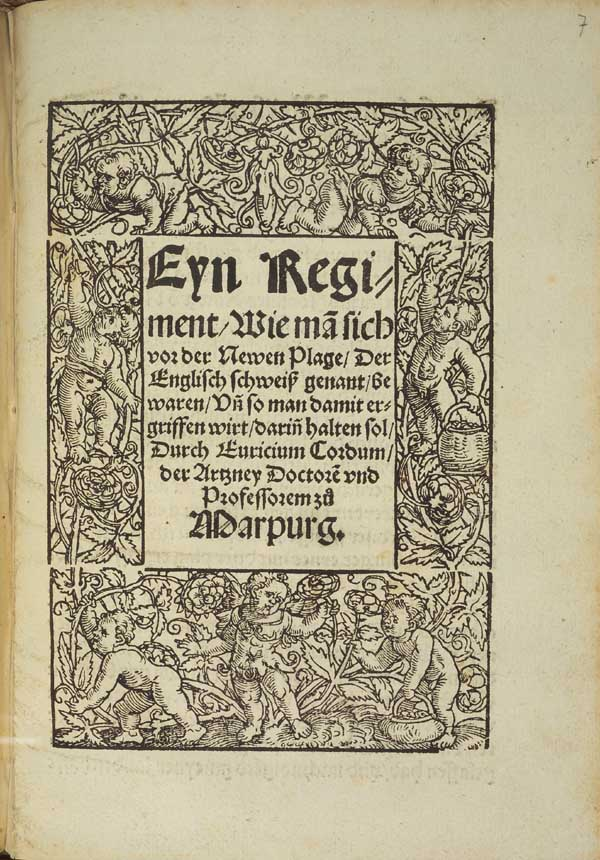
Euricius Cordus
Eyn Regiment

### Divers
- Henri-Corneille Agrippa (1486-1535), fait paraître son traité « De la noblesse et supériorité du sexe féminin[11] », ouvrage rédigé dès 1509 et où l'auteur, inspiré par une sorte de « mysticisme charnel », soutient la thèse de la parthénogenèse, ou prescrit l'usage médical des menstrues et du lait de femme comme de panacées[12],[13].
- Édition par Johann Sichard (en), chez Heinrich Petri, des Tardae passiones[14] de Célius Aurélien (Ve siècle[15]).
- Deuxième édition du traité sur les « Causes cachées des maladies » (De abditis morborum causis[16]) d'Antonio Benivieni (1443-1502) (1re éd. : Florence, 1507[17]).
- Chrétien Wechel et Simon Dubois impriment le traité « sur la médecine » (De re medica[18]) de Celse (29 av. J.-C. – 37).
- Parution à Venise, chez les frères da Sabbio (de), d'une pharmacopée anonyme intitulée « Édifice de recettes » (Edificio de ricette[19]).
- Selon Renouard, c’est « très probablement » Johann Winter (1505-1574) qui édite chez Simon de Colines les textes grecs des traités de Galien « sur les urines » (De urinis[20]) et « sur le pouls à l’usage des débutants » (De pulsibus ad tirones[21]).
- Parution, chez Simon de Colines, de la traduction latine par Johann Winter des livres de Galien sur les « Jours critiques » (De Diebus decretoriis[22]) et sur les « Temps des maladies » (De morborum temporibus[22]).
- Édition, par  Jean Ruel (1479 ? – 1537), du  De compositione medicamentorum[16] de Scribonius Largus (c.1 – c.50).
- Le médecin flamand Hubertus van Baarland (1469-1536) donne une édition de Lettres médicales de  Giovanni Manardo (1462-1536), médecin et botaniste italien[23], duquel paraît également un commentaire de l'Art médical de Galien (In Artem Galeni medicinalem luculenta expositio[24]).
- Édition en un volume par Johann Sichard (en), chez Heinrich Petri, du Medicinae compendium (« Abrégé de médecine ») d'Oribase (325-403) et de ses livres sur « les Remèdes simples » (Eupriston), « les Traitements » (Curationes) et les « Préparations trochisques » (Trochisci confectiones[14]).
- Traduction, par  Johann Winter von Andernach (1505-1574), du traité De salubri victus ratione privatorum[16] de Polybe (200-120 av. J.-C.).
- Andreas Leennius édite le De victus ratione[24], de Michel Psellos (1018-1078).
- Parution de la traduction latine par Giorgio Valla du Traité sur la pestilence (De pestilentia liber[24]) de Rhazès (864 ? – 925 ?).
- Édition posthume, par Heinrich Sybold, du traité d'ophtalmologie (De natura oculorum[25]) de Giorgio Valla (1447-1500).

### Sur la suette
- Parution de la « Lettre aux médecins de Gand sur la sueur épidémique dite anglaise » (De sudore epidemiali quem Anglicum vocant ad medicos Gandenseis epistola[26] ), de Jacques van Caestre (1489 ? – 1535), médecin officiel de la ville d'Anvers[27],[28].
- Euricius Cordus, professeur à Marbourg, fait imprimer à Nuremberg[29] et à Fribourg  son ouvrage sur le traitement de la suette dite « anglaise[30] ».
- Lorenz Fries (en) (1485 ? – 1532 ?) et Johann von Niedbruck (1495 ? – 1558); Sudoris anglici exitialis pestiferique morbi ratio praeservatio et cura[31].
- Parution d'une « Lettre sur l'épidémie de suette, dite anglaise », par Hermann de Neuenahr (1492-1530), humaniste allemand, chancelier de l'université de Cologne[32].
- Parution, à la suite de la lettre écrite sur le même sujet par Hermann de Neuenahr, d'une « Lettre sur l'épidémie de suette, dite « anglaise », de  Simon Reichwein (de) (1501 ? – 1559), humaniste, médecin et érudit allemand[32].
- Parution d'un rapport sur la suette d'un certain Peter Wild[33], adressé aux édiles de Worms, aussitôt traduit en français et publié, probablement à Lyon, sous le titre de Remède consolatoire contre la nouvelle maladie nommée sueur anglaise[34],[35]

## Naissances
- 16 décembre : Laurent Joubert (mort en 1583), médecin français[36].
- Francesco degli Alessandri (mort en 1587), médecin italien, au service du duc de Savoie[37], auteur d'un traité de peste paru en 1586[38].
- Barthélemy Cabrol (mort vers 1603), chirurgien ordinaire d'Henri IV, dissecteur anatomiste puis démonstrateur royal d'anatomie à Montpellier[39],[40].
- Castore Durante (mort en 1590), médecin, herboriste et poète de la Renaissance italienne, dans les États pontificaux[41],[42].
- Juan Huarte (mort en 1588), médecin et philosophe espagnol, auteur en 1575 d'un Examen de ingenios para las ciencias, dont les nombreuses traductions diffuseront durablement les idées à travers toute l'Europe[43].
- Henry Lyte (mort en 1607), botaniste et antiquaire anglais, traducteur en 1578 du Cruydeboeck de Dodoens[44].
- Samuel Quiccheberg (mort en 1567), médecin et bibliothécaire anversois, établi en Bavière[45].
- Vers 1529 :
  - Guillaume Briet (mort apr. 1605), médecin ordinaire de la ville de Bordeaux[46].
  - John Halle (en) (mort vers 1568), chirurgien anglais, auteur en 1565 de la première traduction anglaise de la Chirurgia parva (1291) de Lanfranc (1240-(1310) sous le titre de A most excellent and learned woorke of chirurgerie, called Chirurgia parva Lanfranci[47].

## Décès
- 19 avril : Jean Cuspinien (né en 1473), médecin et homme de lettres allemand, conseiller de l'empereur Maximilien Ier[48].
- Jean Andrieu (né à une date inconnue), maître apothicaire à Tarascon[49].
- Albert Dupuy (né à une date inconnue), professeur de médecine à Montpellier, puis médecin de Louis XII et de Claude de France[50].
- Hans von Gersdorff (né entre 1450 et  1460), chirurgien militaire alsacien[51], auteur en 1517 du Feldbuch der Wundarzney (« Manuel de chirurgie[52] »).